# Eta Aquilae
Êta de l'Aigle
Désignations
Eta Aquilae (η Aql / η Aquilae) est une étoile variable de quatrième magnitude de la constellation de l'Aigle. Elle faisait autrefois partie de la constellation obsolète d'Antinoüs.

## Propriétés
Cette étoile est une céphéide, variant d'une magnitude apparente de 3,6 à 4,4 sur une période de 7,177 jours. Avec Delta Cephei, Zeta Geminorum et Beta Doradus, elle est une des céphéides les mieux visibles à l'œil nu ; c'est-à-dire que l'étoile elle-même et la variation de sa brillance peuvent être distinguées à l'œil nu. Certaines autres céphéides, comme Polaris, sont lumineuses mais ont seulement une variation de brillance trop petite pour être vues à l'œil nu.
Elle se trouve à approximativement 890 années-lumière de la Terre. C'est une supergéante jaune-blanche et elle est environ 3 000 fois plus lumineuse que le Soleil, avec un diamètre approchant 60 fois celui du Soleil.

## Nomenclature et histoire
η Aquilae, latinisé Eta Aquilae, est la désignation de Bayer de l'étoile. Elle porte également la désignation de Flamsteed de 55 Aquilae.
Al Mizan II est un nom parfois attribué à η Aql. C’est l’arabe الميزان al-Mīzān, « la Balance », qui correspond, dans le ciel arabe traditionnel, à α, β et γ Aql, mais qui est attribué au groupe δ, η et θ Aql par al-Qazwīnī (XIIIe s.) dans l’édition de Christian Ludwig Ideler (1806), qui donne la transcription ‘El-mizân’. Retranscrit ‘Al Mizân’ par Richard Allen (1899), il passe comme nom propre sous la forme Al Mizan II chez Jack W. Rhoads qui nomme par ailleurs δ Aql Al Mizan I, et θ Aql Al Mizan III.